# Theologische Realenzyklopädie

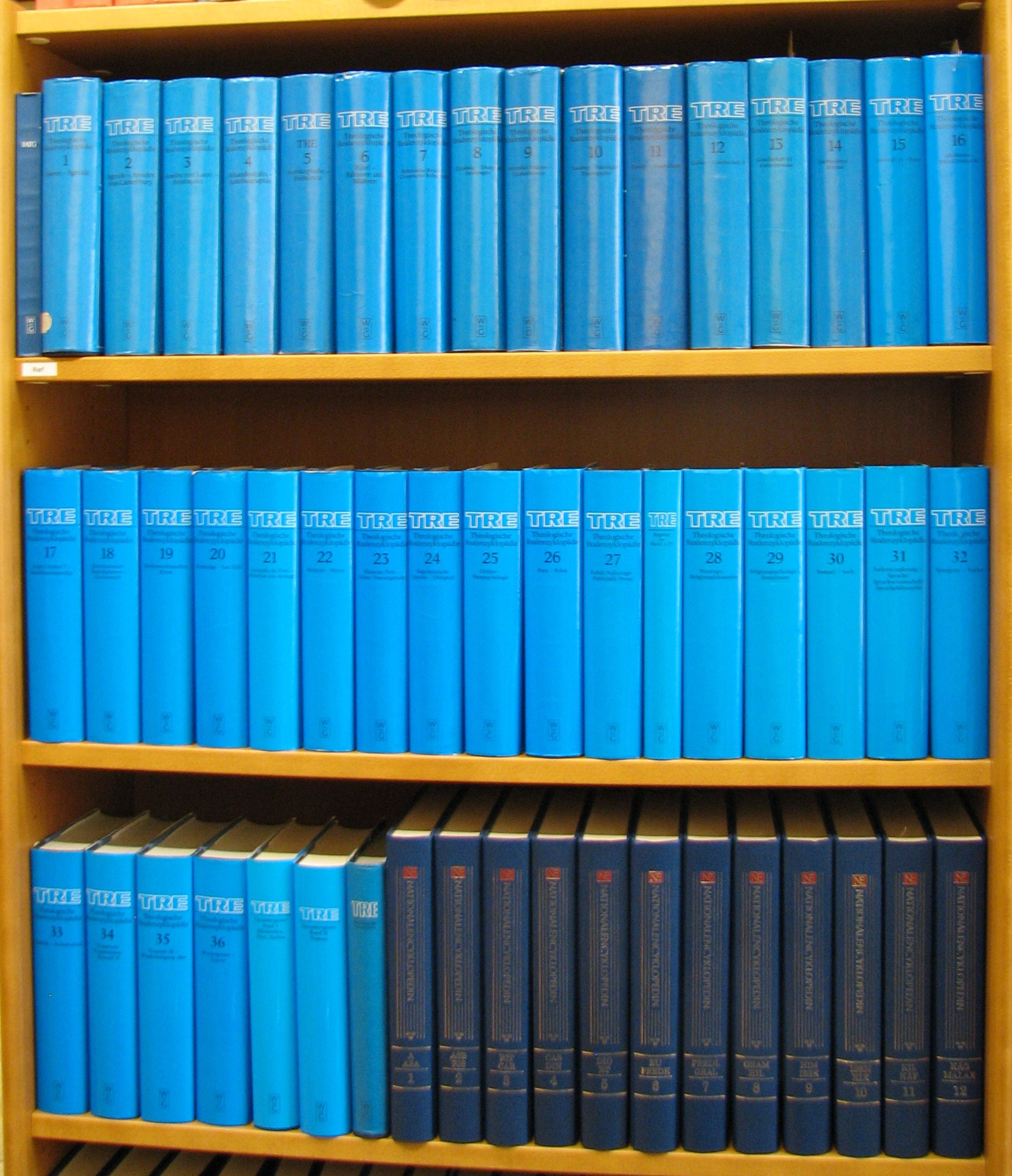
TRE

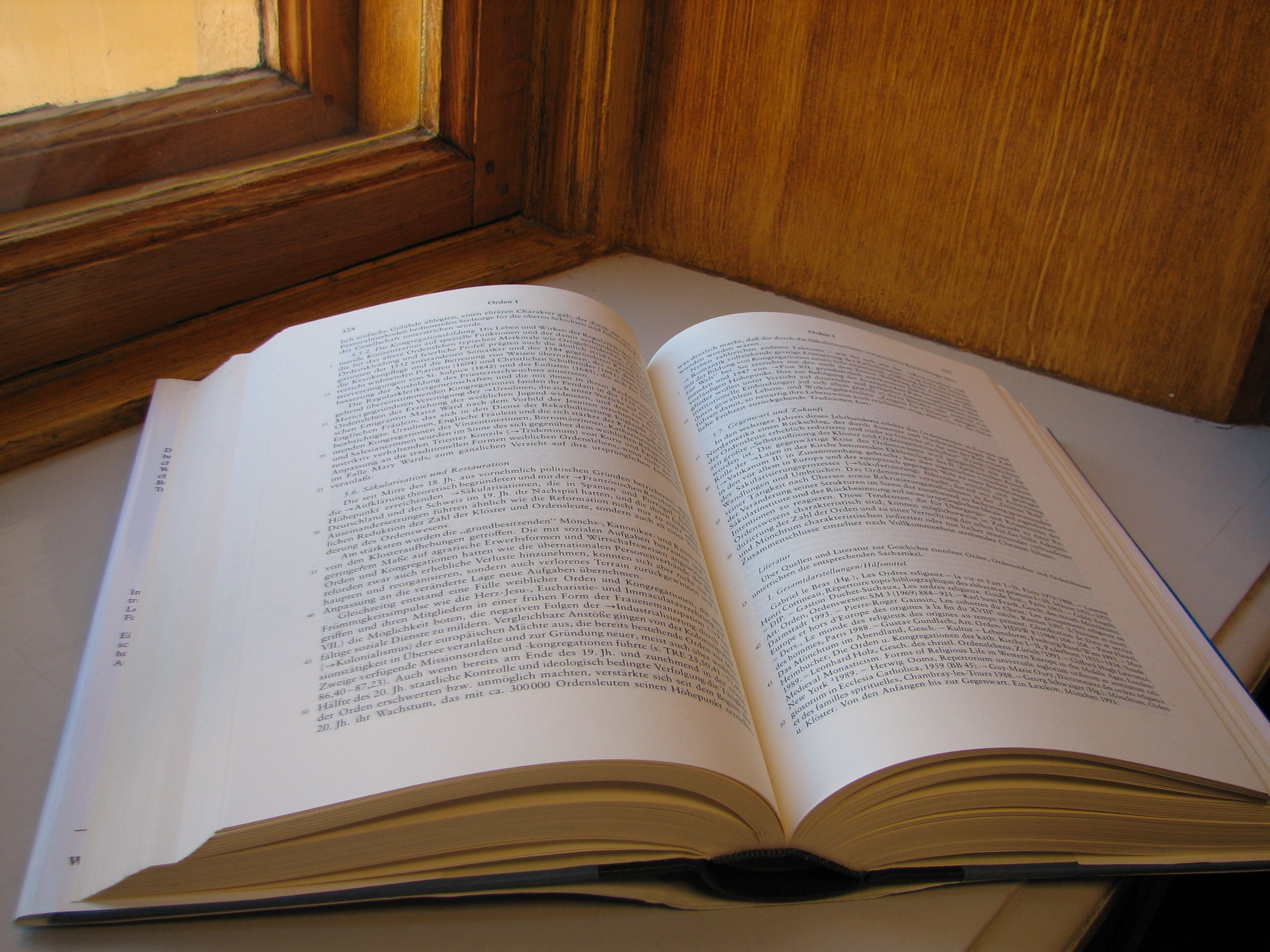
Ein aufgeschlagener Band der TRE

Die Theologische Realenzyklopädie (TRE, ThRE) ist das größte deutschsprachige Buchprojekt in Theologie und Religionswissenschaft im Ausgang des 20. Jahrhunderts und Beginn des 21. Jahrhunderts. Sie umfasst in 36 Bänden etwa 2000 meist sehr ausführliche Fachartikel vom Frühchristentum bis ins 20. Jahrhundert. Die erste Lieferung erschien 1977, die letzte im September 2004.

## Kennzeichen
Die Theologische Realenzyklopädie erscheint im Verlag Walter de Gruyter und knüpft an frühere Fachenzyklopädien an, die bereits im 19. Jahrhundert entstanden. Die Enzyklopädie sieht sich in der Tradition der Realenzyklopädie für protestantische Theologie und Kirche (RE), die zuletzt in 3. Auflage in Leipzig von 1896 bis 1913 erschienen war. Anders als noch in der alten Realenzyklopädie geschehen, werden die theologischen Fragestellungen nun in ihrer gesamten ökumenischen Breite behandelt und nicht mehr in einer singulären protestantischen Sichtweise.
Die TRE wurde von einem Herausgeberkreis mit vierzehn Mitgliedern verantwortet. Hauptherausgeber war der ehemalige braunschweigische Landesbischof und Kirchenhistoriker Gerhard Müller aus Erlangen, bis Band 12 (1984) zusammen mit dem ehemaligen Bonner Professor für Praktische Theologie Gerhard Krause.
Neben der Halbleder-Ausgabe gibt es auch eine günstigere Studienausgabe (broschiert und verkleinert; ohne Kunstdrucktafeln und Faltkarten, die Papierqualität der einzelnen Teile lässt Unterschiede erkennen):
- Teil I (Bände 1–17), 1993, zusammen 13602 Seiten, ISBN 3-11-013898-0.
- Teil II (Bände 18–27), 2000, zusammen 8175 Seiten, ISBN 3-11-016295-4.
- Teil III (Bände 28–36), 2006, zusammen 7361 Seiten, ISBN 978-3-11-017555-4.

## Bibliographische Angaben
- Gerhard Müller, Albrecht Döhnert, Hermann Speikermann, Horst Balz, James K. Cameron, Brian L. Hebbletwaite, Gerhard Krause (Hrsg.): Theologische Realenzyklopädie. 36 Bände und zwei Register-Bände. De Gruyter, Berlin/New York (1976–)1977–2007. ISBN 3-11-002218-4

Studienausgabe:
- 36 Bände in 3 Teilen, dazu 4 Registerbände. De Gruyter, Berlin 2012, ISBN 978-3-11-019098-4

## Übersicht über die Bände
- Band 01 (1977): Aaron – Agende, ISBN 3-11-006944-X, 804 S.
- Band 02 (1978): Agende – Anselm von Canterbury, ISBN 3-11-007379-X, 798 S.
- Band 03 (1978): Anselm von Laon – Aristoteles/Aristotelismus, ISBN 3-11-007462-1, 826 S.
- Band 04 (1979): Arkandisziplin – Autobiographie, ISBN 3-11-007714-0, 813 S.
- Band 05 (1980): Autokephalie – Biandrata, ISBN 3-11-007739-6, 805 S.
- Band 06 (1980): Bibel – Böhmen und Mähren, ISBN 3-11-008115-6, 786 S.
- Band 07 (1981): Böhmische Brüder – Chinesische Religionen, ISBN 3-11-008192-X, 802 S.
- Band 08 (1981): Chlodwig – Dionysius Areopagita, ISBN 3-11-008563-1, 800 S.
- Band 09 (1982): Dionysius Exiguus – Episkopalismus, ISBN 3-11-008573-9, 790 S.
- Band 10 (1982): Erasmus – Fakultäten, Theologische, ISBN 3-11-008575-5, 813 S.
- Band 11 (1983): Familie – Futurologie, ISBN 3-11-008577-1, 800 S.
- Band 12 (1984): Gabler – Gesellschaft/Gesellschaft und Christentum V, ISBN 3-11-008579-8, 801 S.
- Band 13 (1984): Gesellschaft/Gesellschaft und Christentum VI – Gottesbeweise, ISBN 3-11-008581-X, 804 S.
- Band 14 (1985): Gottesdienst – Heimat, ISBN 3-11-008583-6, 804 S.
- Band 15 (1986): Heinrich II. – Ibsen, ISBN 3-11-008585-2, 808 S.
- Band 16 (1987): Idealismus – Jesus Christus IV, ISBN 3-11-011159-4, 795 S.
- Band 17 (1988): Jesus Christus V – Katechismuspredigt, ISBN 3-11-011506-9, 814 S.
- Band 18 (1989): Katechumenat/Katechumenen – Kirchenrecht, ISBN 3-11-011613-8, 778 S.
- Band 19 (1990): Kirchenrechtsquellen – Kreuz, ISBN 3-11-012355-X, 818 S.
- Band 20 (1990): Kreuzzüge – Leo XIII., ISBN 3-11-012655-9, 793 S.
- Band 21 (1991): Leonardo da Vinci – Malachias von Armagh, ISBN 3-11-012952-3, 806 S.
- Band 22 (1992): Malaysia – Minne, ISBN 3-11-013463-2, 800 S.
- Band 23 (1993): Minucius Felix – Name/Namensgebung, ISBN 3-11-013852-2, 807 S.
- Band 24 (1994): Napoleonische Epoche – Obrigkeit, ISBN 3-11-014596-0, 800 S.
- Band 25 (1995): Ochino – Parapsychologie, ISBN 3-11-014712-2, 787 S.
- Band 26 (1996): Paris – Polen, ISBN 3-11-015155-3, 816 S.
- Band 27 (1997): Politik/Politologie – Publizistik/Presse, ISBN 3-11-015435-8, 807 S.
- Band 28 (1997): Pürstinger – Religionsphilosophie, ISBN 3-11-015580-X, 804 S.
- Band 29 (1998): Religionspsychologie – Samaritaner, ISBN 3-11-016127-3, 798 S.
- Band 30 (1999): Samuel – Seele, ISBN 3-11-016243-1, 813 S.
- Band 31 (2000): Seelenwanderung – Sprache/Sprachwissenschaft/Sprachphilosophie, ISBN 3-11-016657-7, 823 S.
- Band 32 (2001): Spurgeon – Taylor, ISBN 3-11-016712-3, 783 S.
- Band 33 (2002): Technik – Transzendenz, ISBN 3-11-017132-5, 810 S.
- Band 34 (2002): Trappisten/Trappistinnen – Vernunft II, ISBN 3-11-017388-3, 792 S.
- Band 35 (2003): Vernunft III – Wiederbringung aller, ISBN 3-11-017781-1, 820 S.
- Band 36 (2004): Wiedergeburt – Zypern, ISBN 3-11-017842-7, 872 S.

Registerbände:
- Frank Schumann, Michael Wolter: Register zu Band 1–17. De Gruyter, Berlin 1990, ISBN 3-11-010479-2 (229 S.) - Studienausgabe Teil I (1993), ISBN 3-11-013898-0
- Claus-Jürgen Thornton, Michael Glatter und Stephan Schwerdtfeger: Register zu Band 1–27. De Gruyter, Berlin 1998, ISBN 3-11-016088-9 (504 S.) - Studienausgabe Teil II (2000), ISBN 3-11-016295-4
- Gesamtregister. 2 Bände. De Gruyter, Berlin
  - Band 1 (2006): Albrecht Döhnert, Matthias Glockner: Bibelstellen, Orte, Sachen, ISBN 3-11-018384-6 (693 S.)
  - Band 2 (2007): Albrecht Döhnert, Katrin Ott, Tobias Kirchhof, Christof Rudolf Kraus: Namen, ISBN 3-11-019078-8 (XI, 772 S.)
    - Band 1 und 2 (2010): Studienausgabe, ISBN 978-3-11-020803-0 (1667 S.)

Abkürzungsverzeichnis:
- Siegfried M. Schwertner: Abkürzungsverzeichnis
  - de Gruyter, Berlin 1994 (XVIII, 398 S.)
  - 2., überarbeitete und erweiterte Auflage. de Gruyter, Berlin 1994, ISBN 3-11-014295-3 (XXVI, 488 S.)